# Gan-Shmuel

Gan-Shmuel (גן שמואל) est un kibboutz fondé par le mouvement Hashomer Hatzaïr.

## Situation
Le kibboutz Gan-Shmuel se situe à la limite de la Samarie et des monts de Ménashé, sur la route reliant Hadera à Afoula.

## Historique
Il est créé sur décision du mouvement des Amants de Sion, et commence, en 1895, par la plantation d'un verger de cédras, aménagé en l'honneur du 70me anniversaire du rabbin Samuel Mohaliver. L'activité des Amants de Sion se résume principalement au soutien apporté aux implantations déjà existantes en Terre d'Israël, ainsi que de celles à venir; mission rendue compliquée par le gouvernement ottoman.
Les terres de Gan-Shmuel sont sous la gestion du KKL, et c'est en 1913 qu'un premier groupe de pionniers s'y installe afin d'assainir le terrain.

## Chronologie

### Les années 1920
- 1921 : Gan-Shmuel devient officiellement un kibboutz.

- 1922 : Un groupe d'immigrants originaire de Russie, de Pologne et d'Autriche rejoint le groupe préexistant. Un premier enfant, Shlomit Adiv, naît au kibboutz.

- 1925 : 472 dounam de terres sont récupérés.

- 1926 : La cabane abritant la salle à manger commune est construite.

- 1927 : Gan-Shmuel compte 54 habitants.

- 1929 : Les oranges cultivées au kibboutz gagne le premier prix de l'exposition agricole organisée en Palestine.

### Les années 1930
- 1930 : Un groupe de Juifs originaires de Roumanie rejoint le kibboutz.

- 1933 : Le silo à grains et la tour de garde sont construits.

- 1934 : 84 membres et 36 peuplent le kibboutz.

- 1935 : Un groupe d'immigrants originaires de Slovaquie et de Tchéquie s'installe au kibboutz. La première motocyclette est acquise. Le premier téléphone est installé. Le 2 mai, on enregistre une température de 49 degrés à l'ombre. Gan-Shmuel est relié au réseau électrique.

- 1936 : La première radio est installée dans la salle à manger commune.

- 1938 : Le membre Yitzhak Gleikher est assassiné lors de son tour de garde.

### Les années 1940
- 1940 : Le 50me enfant, Yitzhak Hadar naît. Gan-Shmuel compte 174 membres et enfants.

- 1941 : La salle à manger commune est construite en dur.

- 1945 : Les familles Altman, Ram, Shatzky et Luvin se joignent au kibboutz, et avec elles leur propriété foncière (280 dounam). Le 100me enfant, Shlomit Aloni, naît.

- 1946 : De jeunes rescapés de la Shoah arrivent au kibboutz. Le premier projecteur de film est acheté. Gan-Shmuel acquiert son premier tracteur motorisé.

- 1947 : Une école est inaugurée.

- 1949 : Un centre postal est ouvert dans Gan-Shmuel.

### Les années 1950
- 1950 : Une première famille de Juifs originaires d'Argentine s'installe au kibboutz. L'équipe de volley de Gan-Shmuel remporte le  championnat d'Israël. Une infirmerie est construite.
- 1951 : Un terrain de sport est aménagé.
- 1954 : Un nouveau puits est creusé, procurant 350 mètres cubes d'eau par heure.
- 1955 : Ouri Ilan meurt dans les geôles syriennes.
- 1957 : Une école d'apprentissage intensif de l'hébreu est ouverte. On fête les dix ans de l'école.

### Les années 1960
- 1963 : Une salle de spectacles est inaugurée.

- 1965 : La salle à manger commune devient self-service.

- 1966 : La première télévision fait son entrée dans la salle commune.

- 1967 : Gan-Shmuel ouvre un kiosque sur la route principale, à l'extérieur du kibboutz.

- 1969 : Les familles Goldenberg, Ram et Altman achète 188 dounam de terres supplémentaires de leur argent personnel.

### Les années 1970
- 1972 : Le premier enfant de la 4me génération, Hovav Lapidot, naît.

- 1975 : L'équipe de basket de Gan-Shmuel entre en ligue nationale.

- 1978 : On inaugure une nouvelle salle à manger commune.

- 1979 : Le téléphone est installé dans chacune des habitations des membres.

### Les années 1980
- 1982 : Une épicerie est construite. Le kibboutz se lance dans la pisciculture. 392 dounam de terres sont achetés.

- 1983 : Les premières télévisions en couleur font leur entrée.

- 1985 : Achat du premier appareil-vidéo.

- 1988 : Sont construits des terrains de tennis. Un bâtiment pour personnes âgées est inauguré. Une usine de produits lactés est créée.

### Les années 1990
- 1990 : Gan-Shmuel compte 1 201 membres. Le 3 janvier, on enregistre des précipitations s'élevant à 145 mm.

- 1993 : Le kibboutz Gan-Shmuel entre en bourse.

- 1995 : Un fonds de retraite est créé pour les membres du kibboutz.

- 1996 : Inauguration d'une zone commerciale.

## Le kibboutz aujourd'hui
Gan-Shmuel compte aujourd'hui 900 membres.
Son activité agricole est concentrée dans la culture du coton, des tomates, des cacahuètes et du blé. 
Parmi les fruits cultivés on compte les pamplemousses, les pomelos, les avocats, les mangues et les kiwis. 
Le kibboutz abrite également une étable contenant 600 vaches laitières, élève des dindes, des poissons et des oies.
Gan-Shmuel possède aussi une usine de jus de fruits, un supermarché, une parfumerie, une zone commerciale, une entreprise d'import-export de matières premières pour l'industrie alimentaire, un bureau d'entreprise en bâtiment, un studio de photographie, une piscine publique, une clinique spécialisée dans les problèmes psychologiques, un centre médical pour les maladies allergéniques, un centre destiné aux problèmes psycho-moteurs, un bureau d'infrastructure urbaine et un magasin de bicyclettes.

## Personnalités liées au kibboutz
- Yitzhak Gruenbaum, homme politique,  Membre de la Knesset  1948–1949
- Ran Cohen, Membre de la Knesset  1984–2008
- Uri Ilan, soldat capturé par la Syrie
- Fayge Ilanit, Membre de la Knesset  1948-1951, mère de Uri Ilan
- Ehud Adiv